# Данилко Андрій Михайлович
Андрі́й Миха́йлович Дани́лко (нар. 2 жовтня 1973, Полтава) — український актор, співак, сценарист, телеведучий, композитор. Народний артист України (2008). Відомий також під жіночим сценічним іменем Вєрки Сердючки. У 2016—2020, 2024 роках був членом журі шоу українського Національного відбору на Пісенний конкурс «Євробачення». Також з 2016 по 2019 рік  — член журі й наставник талант-шоу «X-Фактор» на телеканалі СТБ.

## Життєпис
Народився 2 жовтня 1973 року в Полтаві. Мати Андрія, Світлана Іванівна Волкова, походила з дворянського роду Хоментовських, другом родини яких був відомий український художник Ілля Рєпін.
З дитинства Данилко виявляв таланти до малювання і музики: в 1984 році вступив до художньої школи. Таланти майбутнього артиста рано проявилися і в інших сферах: Андрій був капітаном шкільної команди КВК, виступав ще школярем за команду СПТУ № 30, а також щорічно виступав на сцені в літньому дитячому таборі. Крім цього, ще в школі Андрій зацікавився театром, в сьомому класі вступив в місцеву театр-студію, займався в театральній студії «Гротеск», а також входив до складу театрального колективу «Компот».
1991 року закінчив Полтавську середню школу № 27. Після закінчення школи пішов на навчання у технікум, але не полишав свого зацікавлення театром та естрадою. У своєму сценічному персонажі Вєрки Сердючки з'явився перший раз на КВК у Полтаві (1989). Сценічне ім'я запозичив від своєї однокласниці Ані Сердюк. Спочатку Вєрка Сердючка була продавчинею, але пізніше Андрій змінив її амплуа і зробив провідницею.
На великій сцені образ Вєрки Сердючки вперше був представлений 8 березня 1991 року у Полтавському академічному обласному українському музично-драматичному театрі імені Миколи Гоголя. Того ж року у виконанні Андрія Данилка були представлені дві мініатюри — «Провідниця» та «Столова».
1 квітня 1993 року на конкурсі «Гуморина» в Полтаві Андрій вперше представив Вєрку Сердючку великій аудиторії — і вона одразу почала користуватися популярністю. Того ж року Данилко отримав свій перший приз за кращу акторську роботу на конкурсі «Курська аномалія» в м. Курськ з номером «Провідниця» та став лауреатом конкурсу «Всесміх-93» у Києві.
12 січня 1994 року вийшла перша стаття про Данилка – «Вєрка Сердючка — кращий друг Андрія Данилка» в газеті «Зоря Полтавщини». 1 квітня Данилко отримав гран-прі «Гуморини» в Харкові і після цього дебютував на харківському телебаченні «Приват ТБ» в розважальній програмі «Чиз». 1995 року, як виконавець, завоював гран-прі на міжнародному фестивалі «Море сміху».
Талант співака Данилко вдосконалював у Київському естрадно-цирковому училищі, куди вступив 1995 року. Однак його талант в училищі не оцінили й він мусив залишити навчання там.

## Творчість
Справжня популярність Вєрки Сердючки з'явилася після того, як одна з компаній зняла рекламний ролик з її участю. Поступово від комедійних номерів Данилко перейшов до виконання пісень, які сам писав. Виконує пісні українською (деякі із використанням суржика), англійською і російською мовами.
У 1996 році почав співпрацю з музичним продюсером Юрієм Нікітіним та продюсерською агенцією «Nova Management» (з 1999 року — «Mamamusic»). Наступного року випустив першу пісню — «Просто Вєра». 13 грудня 1997 року в Києві відбувся концерт «Різдвяні зустрічі Вєрки Сердючки» в Національному палаці мистецтв «Україна». Тим часом популярність Сердючки продовжувала зростати: на міжнародному фестивалі «Море сміху» він здобув перший приз, у вересні 1997 на 1+1 виходить розважальна програма «СВ-шоу» з участю Сердючки-провідниці. Ця програма стала популярною не тільки в Україні, але і в Росії, де її теж транслювали та де її популярність була часом більшою, ніж вдома.
У 1998 та 1999 роках вийшли два музичні відеокліпи Вєрки Сердючки на пісні «По чуть-чуть» та «Контролер» (реж. В.Феофілактов та М.Паперник). У травні-червні 1999 року на сценах Національного академічного театру російської драми імені Лесі Українки та Національного академічного драматичного театру імені Івана Франка пройшли 10 прем'єрних аншлагових шоу-вистав Вєрки Сердючки — «Титаник или плывущая страна». Успіх Сердючки продовжувався під час гастролей Данилка по країні — в рамках програми «Титанік» він спочатку гастролював в Києві, а пізніше і в інших містах України. Окрім цього, після виходу шоу-вистави «Титанік», улітку того ж року починається активна гастрольна діяльність Данилка країнами СНД.

18-22 квітня 2001 року в Національному академічному театрі російської драми імені Лесі Українки пройшли 5 концертів Вєрки Сердючки з програмою «Я — революція!». Того ж року Андрій кардинально змінив образ Сердючки — з невихованої провідниці вона перетворилася на попзірку. В цей час також виходять перші компакт-диски Андрія з піснями, які отримали велику популярність. Збірка пісень «Ха-ра-шо» (2003) отримала титул «діамантової».

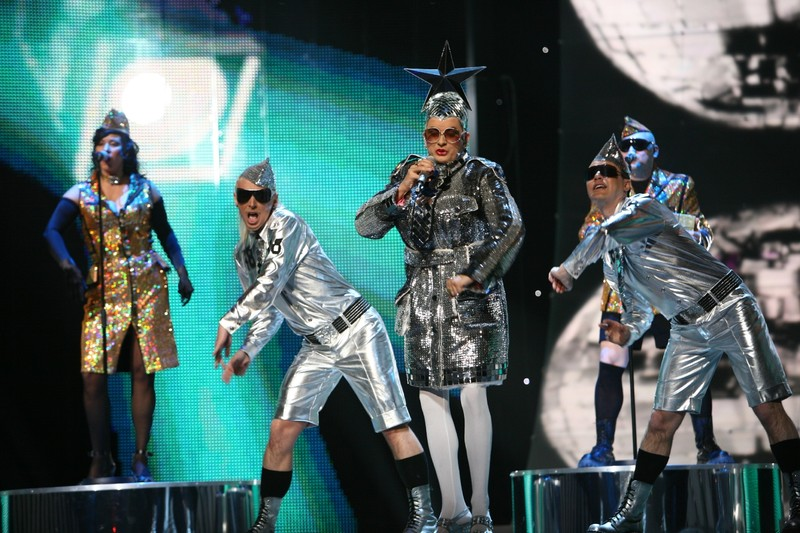
Сердючка на «Євробаченні 2007»

У 2003 році отримав звання Заслужений артист України.
До 2004 року сценічною партнеркою Вєрки Сердючки була її мовчазна асистентка Гєля (актриса Радмила Щоголева). З 2002 — разово, а з 2004 — постійно Сердючку супроводжує «мама» у виконанні актриси Інни Білоконь.
У січні 2004 року театр Данилко гастролює в США та Канаді, концерти колективу пройшли в 17 містах Північної Америки. В Нью-Йорку, в театрі «Міленіум», відбулись 6 сольних концертів Сердючки, які відвідали близько 40 тисяч людей.
2005 року випустив інструментальний альбом «После тебя…» з композиціями для фортепіано, в якому виступив композитором. На композиції «После тебя…» та «Кукла» було знято відеокліпи в співпраці з Аланом Бадоєвим.
9 березня 2007 року Андрій Данилко став офіційним представником від України на Євробаченні. Реакція на участь Данилко в жіночому образі на Євробаченні від України не була однозначно схвальною. Попри ставлення до його участі в змаганні, він підтвердив намір виконати в Гельсінкі 12 травня 2007 року пісню «Dancing Lasha Tumbai». З нею він посів друге місце на конкурсі. Крім того, Вєрка Сердючка отримала почесний титул «Міс Євробачення-2007». Участь в «Євробаченні», за словами Данилка, стала для нього не тільки професійним та особистим викликом, але і глобальним моментом відліку, що відкрив новий етап у творчості артиста. В інтерв'ю він зізнався: «Євробачення» дало особисто мені дуже багато, в мене повністю змінилися пріоритети. Моє життя розділилося на «до» та «після» «Євробачення».
У 2008 році, з нагоди 17-ї річниці незалежності України, Президент України Віктор Ющенко присвоїв Данилку звання Народний артист України. З жовтня 2008 до січня 2009 року на телеканалі «Україна» виходило «Шоу Вєрки Сердючки». З 2009 року активно виступав разом зі створеним ним же «Театром Данилко», до якого увійшли Артур Кульпович, Інна Білоконь, Олена Романовська та низка інших.
2010 року вирушає з колективом на гастролі до Австралії та Ізраїлю. У лютому 2011 року Сердючка гастролює Чехією та Іспанією.
2014 року знявся в образі Вєрки Сердючки в голівудському фільмі «Шпигунка» («Spy»). Надалі був членом журі українського Національного відбору на Пісенний конкурс «Євробачення» в 2016, 2017, 2018, 2019, 2020 та 2024 роках. У 2016—2019 — член журі талант-шоу «X-Фактор» на телеканалі СТБ.
У травні 2017 року Андрій Данилко заявив про те, що вирішив «поховати» сценічний образ Вєрки Сердючки. Артист заявив, що більше не хоче виступати на великій сцені у такому амплуа. Всупереч цьому, Андрій продовжив активну концертну діяльність. 28 червня 2017 року, в День Конституції України, дав великий сольний безкоштовний концерт у Києві, в рамках фестивалю «Atlas Weekend». Подія зібрала рекордну кількість глядачів — понад 100 тисяч людей прийшли на площу перед сценою.
У травні 2019 року як Вєрка Сердючка був запрошеною зіркою у фіналі «Євробачення 2019», де виконав пісню минулорічної переможниці конкурсу Нетти Барзілай — «Toy».
4 вересня 2020 року, вперше за 12 років, випустив мініальбом, що отримав назву  «Sexy». Авторами і продюсерами альбому стали шведські продюсери Andreas Öhrn, Cris Wahle і Peter Boström (Bassflow). 2021 року став одним із зіркових детективів української адаптації міжнародного формату «Masked Singer» на каналі «Україна» — шоу «Маска». Того ж року в образі Вєрки Сердючки став ведучим одного з випусків ювілейного сезону тревел-шоу «Орел і решка» разом з Вірою Брежнєвою. 8 липня 2021 виступив з сольним концертом на музичному фестивалі «Atlas Weekend». 24 серпня 2021 взяв участь в урочистому концерті з нагоди 30-річчя Незалежності України, на якому в образі Вєрки Сердючки виконав пісню «Dancing Lasha Tumbai». Святкова подія відбулась у НСК «Олімпійський» та об'єднала в програмі як молодих артистів, так і легенд української музичної сцени. У вересні того ж року, після довгих вагань, підтвердив свою участь зірковим детективом нового сезону шоу «Маска» на телеканалі «Україна».
10 червня 2022 року дав концерт у київському метро для українських військових. 21 червня в образі Вєрки Сердючки виступив на міжнародному благодійному телемарафоні на підтримку України — Embrace Ukraine — #StrivingTogether, за участі переможців «Євробачення». Захід відбувся на Музейній Площі в Амстердамі, з метою збору коштів на закупку медичного обладнання для закладів охорони здоров'я, що надають допомогу пораненим та постраждалим під час війни в Україні. Восени 2022 року провів благодійний тур країнами Європи з метою збору коштів на потреби постраждалих від війни в Україні. Під час концертів артист вперше вийшов на сцену без легендарного сценічного образу Вєрки Сердючки. 17 грудня того ж року, як запрошений гість, взяв участь у фіналі Національного відбору на Євробачення 2023. Після презентації пісень всіх учасників фіналу, артист в образі Сердючки виконав пісню «Є пропозиція».
13 травня 2023 року, на запрошення організаторів конкурсу, виступив в образі Сердючки у фіналі Євробачення з піснею «Dancing Lasha Tumbai».

## Особисте життя
Неодружений. Особисте життя не коментує, жартуючи, що «одружений зі сценою».
Під час військового повномасштабного вторгнення Росії в Україну в лютому 2022 року, публічно засудив протиправні дії держави-агресора. Також неодноразово публічно озвучив переіменування пісні «Lasha Tumbai» на «Russia, goodbye».

### Благодійність
Восени 2022 року виставив на аукціон Sotheby's придбаний раніше Rolls-Royce Silver Shadow 1974, що належав Фредді Мерк'юрі. 5 листопада 2022 року автомобіль був проданий на аукціоні за 250 тисяч фунтів (11 мільйонів гривень). Усі 100 % виручених коштів, за рішенням Андрія Данилка, аукціон Sotbey's спрямував на будівництво у Львівській області нового сучасного центра реабілітації та протезування постраждалих у війні українців.

## Критика
Виступ на Євробаченні та сама постать Вєрки Сердючки залишається суперечливою. Радіо Європа FM розпочало акцію протесту проти участі Данилка в Євробаченні. Організатори наголошували на тому, що поява Данилка в образі «трансвестита» на міжнародному пісенному фестивалі обернеться для України «культурною катастрофою та втратою авторитету й поваги з боку європейців».
Депутат від Партії регіонів Тарас Чорновіл назвав Данилка в образі Сердючки гермафродитом.
Конгрес українських націоналістів заявив, що персонаж є втіленням малоросійщини та ганьбить Україну. Якщо пуристично настроєні українці розглядають творчість Данилка як пародію на українську національну культуру, то російський загал, на їхню думку, сприймає її як втілення російських стереотипів про українців.
Неоднозначно також трактують суржик, яким спілкується артист. Данилко підтвердив, що своєю рідною мовою вважає суржик. Навіть псевдонім гумориста є відверто «суржиковим» (у нормативній українській мало бути «Вірка»), а прізвище скидається на простомовне жіноче прізвисько — від прізвища Сердюк.
Використання артистом ненормативної, зросійщеної української мови зробило Сердючку своєрідним символом «суржикомовця», а сам суржик нерідко звуть «мовою Вєрки Сердючки». Посібник Юрія Гнаткевича «Уникаймо русизмів в українській мові!» (перше видання вийшло у 2000 році) має підзаголовок «Короткий словник-антисуржик для депутатів Верховної Ради та всіх, хто хоче, щоб його українська мова не була схожою на мову Вєрки Сердючки», а практична вправа у його кінці пропонує виправити прегрубі мовні помилки у тексті виступу «народного депутата Вероніки Сердюк».
Існує думка, що своєю популярністю персонаж Вєрки Сердючки має зобов'язувати почасти відвертому пародіюванню низів суспільства і примітивної культури, індикатором яких вважається суржик. Проте, згідно зі зауваженням американської дослідниці Лади Біланюк, причина феномена полягає ще в тому, що мова Сердючки пропонує легке, розслаблене ставлення до мовної політики держави в країні, де змішування чи ситуативне використання української та російської мов давно є звичайним і усталеним явищем.
У червні 2025 року під час концерту в Києві Андрій Данилко в образі Вєрки Сердючки виконав кілька своїх відомих пісень російською мовою, що призвело до публічної критики, скарги до мовного омбудсмена Тараса Кременя та запитів до поліції через можливе порушення мовного законодавства; PR‑служба артиста заявила, що артист «не використовував російської мови під час концерту, Вєрка Сердючка говорить на своєму локальному діалекті — полтавському суржику».

## Цікаві факти
- Має дворянське коріння по материнській лінії, займається складанням сімейного родоводу[99].
- Великий прихильник творчості Фредді Мерк'юрі. В 2013 році придбав на аукціоні в Бірмінгемі (Велика Британія) раритетний Rolls-Royce 1974 року випуску, що належав легендарному солісту групи Queen[100].
- Виступ Вєрки Сердючки з піснею «Dancing Lasha Tumbai» входить до 8-ми найяскравіших номерів за всю історію «Євробачення»[101][102].
- 2004 року на концерті в рамках саміту у Форосі (АРК), познайомився з тодішніми президентами України і Росії (Кучмою і Путіним)[103][104].
- 2016 року костюм Сердючки з виступу на «Євробаченні 2007» потрапив до музичного музею ABBA The Museum (Стокгольм), де на честь 60-річчя конкурсу пройшла інтерактивна виставка «Good evening Europe!»[105][106].
- 2019 року в Тель-Авіві (Ізраїль), напередодні фіналу «Євробачення 2019» здав генетичний тест ДНК, що виявив у Данилка 54,9 % балтійських, 41,2 % балканських і 3,9 % східноєвропейських коренів[107][108][109].
- 2020 року пісня «Dancing Lasha Tumbai» прозвучала в британському серіалі «Вбиваючи Єву» («Killing Eve»). У пятій серії четвертого сезону головна героїня серіалу Вілланель танцює під неї на щорічному фестивалі врожаю[110].
- 2021 року британський співак та композитор Гаррі Стайлс кілька разів був помічений у вбраннях, дуже схожих на ранні сценічні образи Вєрки Сердючки[111][112][113].

## Дискографія

### Альбоми
| Назва                                 | Рік  |
| ------------------------------------- | ---- |
| Я рождена для любви                   | 1997 |
| Неизданное                            | 2002 |
| Ха-ра-шо!                             | 2003 |
| Чита Дрита                            | 2003 |
| Неизданное: Жениха хотела             | 2004 |
| После тебя… (інструментальний альбом) | 2005 |
| Tralli-Valli                          | 2006 |
| Doremi Doredo                         | 2008 |
| Sexy                                  | 2020 |

### Сингли
| Назва                                   | Рік  |
| --------------------------------------- | ---- |
| «Пирожок»                               | 2001 |
| «Вера+Миша» (feat. Михайло Поплавський) | 2001 |
| «Гоп-гоп»                               | 2002 |
| «Я не поняла» (feat. ВІА Гра)           | 2002 |
| «Чита дрита»                            | 2003 |
| «Ха-ра-шо»                              | 2003 |
| «Жениха хотела» (feat. Глюк'OZA)        | 2004 |
| «Тралі-Валі»                            | 2005 |
| «Dancing Europe»                        | 2007 |
| «Doremi»                                | 2008 |
| «Дольче Габбана»                        | 2010 |
| «На облаках» (feat. EL Кравчук)         | 2011 |
| «Смайлик»                               | 2011 |
| «Розовый свитер»                        | 2012 |

## Музичні відео
| Назва                                                                       | Рік  |
| --------------------------------------------------------------------------- | ---- |
| «По чуть-чуть» (реж. В.Феофілактов)                                         | 1998 |
| «Контролёр» (реж. М.Паперник)                                               | 1999 |
| «Пирожок» (реж. В.Якименко)                                                 | 2001 |
| «Вера + Миша» (дует з Михайлом Поплавським)                                 | 2001 |
| «Гоп-гоп» (реж. М.Паперник)                                                 | 2001 |
| «Всё будет хорошо» (реж. М.Паперник)                                        | 2003 |
| «Новогодняя» (реж. Альберт Хамітов)                                         | 2003 |
| «Я не поняла» (мюзикл «Золушка») (реж. С.Горов)                             | 2003 |
| «Чита-дрита» (реж. С.Горов)                                                 | 2004 |
| «Тук.. тук.. тук» (реж. С.Горов)                                            | 2004 |
| «Ти напився як свиня» (мюзикл «Сорочинська ярмарка») (реж. С.Горов)         | 2004 |
| «Я попала на любовь» (реж. С.Горов)                                         | 2004 |
| «Hop-hop-hop» (дует с М. Вишневським) (реж. С.Горов)                        | 2005 |
| «Трали-вали» (реж. О.Філатович)                                             | 2005 |
| «А я смеюсь» (мюзикл «Пригоди Вєрки Сердючки») (реж. С.Горов)               | 2005 |
| «Кукла», «После тебя» (реж. А.Бадоєв, інструментальний альбом «После тебя») | 2005 |
| «Хорошо красавицам» (реж. О.Філатович)                                      | 2006 |
| «Бери все» (реж. О.Ігудін)                                                  | 2006 |
| «Dancing» (реж. С.Горов)                                                    | 2007 |
| «Kiss, please» (реж. А.Бадоєв)                                              | 2007 |
| «Do-re-mi» (реж. С.Горов)                                                   | 2008 |
| «Eurovision queen» (реж. П.Новіков та С.Горов)                              | 2008 |
| «Essen» (реж. В.Скуратовський)                                              | 2008 |
| «Є пропозиція» (OST фільму «Велика Прогулянка»)                             | 2022 |

## Телевізійні проекти
| Назва | Рік       |
| --- | --------- |
| «СВ-шоу» (телеканали «1+1», «РТР», «ТВ-6»)                                                                                               | 1997—2002 |
| «День за днем», «Остров женщин» («ТВ-6», ведучий на одну программу)                                                                      | 1999      |
| Шоу «Улетный отпуск» («Новий канал») | 2006      |
| «Шоу Вєрки Сердючки» (ТРК «Україна») | 2008—2009 |
| Шоу «Зірка + Зірка», член журі (телеканал «1+1»)                                                                                         | 2010      |
| Шоу «Зірка + Зірка-2», член журі (телеканал «1+1»)                                                                                       | 2011      |
| «Субботний вечер» (канал «Россия-1») | 2012      |
| «Х-Фактор», член журі (телеканал «СТБ»)                                                                                                  | 2016—2019 |
| «Євробачення. Національний відбір», член журі (телеканал «СТБ»)                                                                          | 2016—2020 |
| Гіпершоу «Маска», детектив (ТРК «Україна»)                                                                                               | 2021      |
| Тревел-шоу «Орел и решка», спільний випуск разом з Вірою Брежнєвою, як ведучими ювілейної програми («Новий канал», телеканал «П'ятниця») | 2021      |

## Фільмографія

Меліса Маккарті, Сердючка Band, і сама Вєрка Сердючка

Телефільми та телесеріали
| Назва                                                                                  | Рік  |
| -------------------------------------------------------------------------------------- | ---- |
| «Вечори на хуторі біля Диканьки» — сільська самогонниця                                | 2002 |
| «Попелюшка» — Брунгільда                                                               | 2002 |
| «Божевільний день або одруження Фігаро» — паж Керубіно                                 | 2003 |
| «Снігова королева» — шаманка Ксенія                                                    | 2003 |
| «За двома зайцями» — Світлана Марківна, маніяк Антон                                   | 2004 |
| «Сорочинський ярмарок» — Хівря                                                         | 2005 |
| «Три мушкетери» — Мадам Рішельє                                                        | 2005 |
| «1-й Швидкий» — Вєрка Сердючка                                                         | 2006 |
| «Пригоди Вєрки Сердючки» — Вєрка Сердючка                                              | 2006 |
| «Дуже новорічне кіно, або ніч у музеї» (реж. Р. Бутовський, Г. Скоморовський) — Привид | 2007 |
| «Морозко» — Мачуха                                                                     | 2010 |
| «Нові пригоди Аладдіна» — Джина                                                        | 2011 |
| «Червона шапочка» — Червона шапочка                                                    | 2012 |
| «Три богатирі. Новорічна казка» — Баба-Яга                                             | 2013 |
| «Готель» — епізод                                                                      | 2015 |

Повнометражні художні фільми
| Назва                              | Рік  |
| ---------------------------------- | ---- |
| «Шпигунка» — Камео                 | 2015 |
| «Слуга Народу 2» — Камео           | 2016 |
| «Секс і нічого особистого» — Камео | 2018 |

## Нагороди та відзнаки
- Орден «За заслуги» III ст. (23 серпня 2022) — за значні заслуги у зміцненні української державності, мужність і самовідданість, виявлені у захисті суверенітету та територіальної цілісності України, вагомий особистий внесок у розвиток різних сфер суспільного життя, відстоювання національних інтересів нашої держави, сумлінне виконання професійного обов'язку.[115]

| Назва                                                                                   | Рік  |
| --------------------------------------------------------------------------------------- | ---- |
| Лауреат гумористичної премії «Курська аномалія»                                         | 1993 |
| Лауреат конкурсу «Всесміх-93», Київ                                                     | 1993 |
| Гран-прі фестивалю «Харківська гуморина»                                                | 1994 |
| Гран-прі фестивалю «Море сміху»                                                         | 1995 |
| Лауреат Національної премії «Чорна перлина» в номінації «Краща телевізійна реклама»     | 2000 |
| Кубок імені Аркадія Райкіна на фестивалі «Кубок Гумору»                                 | 2000 |
| Приз за кращу жіночу роль — «Золотий стілець» (фестиваль «Гуморина», Одеса)             | 2001 |
| Премія «Золотий грамофон» за пісню «Гоп-гоп»                                            | 2002 |
| Заслужений артист України                                                               | 2003 |
| Премія «Золотий грамофон» за пісню «Я не поняла»                                        | 2003 |
| «Діамантовий диск» за 500 тисяч проданих екземплярів альбому «Ха-ра-шо»                 | 2003 |
| 2 премії «Золотий грамофон» (за дует з Глюкоzою «Жениха хотела» та пісню «Чита-дрита»)  | 2004 |
| Премія «Муз-ТВ» за альбом «Ха-ра-шо»                                                    | 2004 |
| Премія «Золотий грамофон» за пісню «Тук тук тук»                                        | 2005 |
| Премія «ZD Awards» в номінації «Персона року»                                           | 2007 |
| Друге місце на «Євробаченні»                                                            | 2007 |
| Почесний громадянин Полтави                                                             | 2007 |
| Народний артист України                                                                 | 2008 |
| Премія «Золотий грамофон» за пісню «Дольче Габбана»                                     | 2011 |
| Премія «YUNA» за особливі досягнення в музиці                                           | 2013 |
| Спеціальна премія «Євробачення» — «Найблискучіша зірка за всю історію фестивалю»        | 2014 |
| Премія «M1 Music Awards» за внесок у розвиток національної музичної індустрії           | 2019 |
| Премія «YUNA» в номінації «Найкраща пісня іншою мовою» — «Make It Rain Champagne»       | 2021 |
| Премія «Музична платформа» за найкращу пісню року — «Make It Rain Champagne»            | 2021 |
| Премія «Українська пісня року» в номінації «Легенда української пісні» — «Є пропозиція» | 2022 |